# Ik sta zo weer klaar met m'n bagage
Ik sta zo weer klaar met m’n bagage is een single van Gerard Cox. Het was de vierde en alweer laatste single van Cox voor het platenlabel Ariola. Het was tevens de single die een lange tijd van audiostilte voor Cox inluidde. Hij was in de navolgende jaren regelmatig te zien in films en toneelstukken. Pas in 1986 pakte hij de draad weer op. Hij is dan aangesloten bij EMI Nederland.
Ik sta zo weer klaar met m’n bagage is een cover van Que sont devenues mes amours?. Dat lied is geschreven door Joe Dassin (ook gezongen), Pierre Delanoë en Claude Lemesle. De namen van die laatste twee werden op het platenlabel geheel verkeerd gespeld.
Kinderen is een puur Nederlands lied van Cox zelf, geschreven met Hugh den Ouden.
Het werd net als voorgaande singles opnieuw geen hit.